# Костер, Чарльз
Чарльз Роберт Костер (англ. Charles R. Coster) (ок. 1837 — 23 декабря 1888) — американский военачальник, полковник, участник гражданской войны, командир 134-го нью-йоркского пехотного полка, который командовал одной из бригад Потомакской армии во время сражения пр Геттисберге.

## Ранние годы
О довоенной жизни Костера известно очень мало. Практически только то, что он родился в Нью-Йорке.

## Гражданская война
17 апреля, уже через несколько дней после сражения за форт Самтер, Костер записался рядовым в 7-й Нью-Йоркский полк ополчения. Через несколько недель он перешел в 12-й пехотный полк регулярной армии в звании первого лейтенанта, а в мае стал капитаном. Весной 1862 года его полк, состоящий в дивизии Сайкса, был направлен на Вирджинский полуостров, где участвовал в Семидневной битве. 27 июня Костер был ранен в Сражение при Геинс-Милл. Он выбыл из строя на несколько месяцев, но вернулся в армию осенью и 8 октября получил звание полковника. Ему поручили только что сформированный 134-й Нью-Йоркский пехотный полк. Ещё 2 октября этот полк был включен в бригаду Орландо Смита в дивизии Фон Штейнвера.
Он не принимал участия в сражении при Фредериксберге. В январе 1863 году Костер командовал полком во время «Грязевого марша».
17 апреля командование бригадой принял Френсис Бэрлоу, а в начале мая Костер участвовал в сражении при Чанселорсвилле, где его полк не был разгромлен вместе с XI корпусом, поскольку бригаду Бэрлоу перевели для усиления III корпуса. В мае полк Костера перевели из 2-й бригады в 1-ю (Адольфуса Бэшбека) и в составе этой бригады он участвовал в Геттисбергской кампании. 10 июня генерал Бэшбек временно покинул армию и Костер принял временное командование всей бригадой. На тот момент она состояла из пяти полков (после 20 июня — из четырёх):
- 134-й Нью-Йоркский пехотный полк, Подп. Аллен Джексон;
- 154-й Нью-Йоркский пехотный полк, подп. Дэниель Аллен;
- 27-й Пенсильванский пехотный полк, подп. Лоренц Кантадор;
- 73-й Пенсильванский пехотный полк, кап. Дэниель Келли;
- 29-й Нью-Йоркский пехотный полк (расформирован 20 июня).

В первый день сражения при Геттисберге генерал-майор Оливер Ховард держал дивизию Фон Штайнвера в резерве на Кладбищенском холме. Когда правый фланг Потомакской армии начал отступать, Ховард разрешил Штайнверу послать бригаду Костера на прикрытие отступления. Точно не известно, по какой улице полк шёл через Геттисберг; участники упоминают Страттон-Стрит, Мэйн-Стрит и Бэлтимор-Стрит. Впоследствии генерал Шурц говорил, что если бы бригаду Костера ввели в дело раньше, она могла бы ударить по флангу наступающей дивизии Джубала Эрли. Гарри Пфанц по этому поводу писал, что такой манёвр едва ли дал бы результат, поскольку у Эрли были под рукой две свободные бригады.
Когда бригада Костера вышла на северную окраину Геттисберга, фронт XI корпуса уже рушился и генерал Шурц пытался как-то организовать отступление. Костер оставил 73-й Пенсильванский на линии железной дороги, так что у него осталось всего 900 человек. Шурц приказал ему заняь позицию между Страттон-Стрит и ручьем Стивенс-Ран. 27-й Пенсильванский встал на левом фланге, 154-й Нью-Йоркский — в центре, а 134-й Нью-Йоркский — на правом фланге. На этой позиции бригада попала под атаку бригад Хайса и Эвери. Северокаролинская бригада Эвери атаковала фланговый 134-й и почти сразу обратила его в бегство. Левый фланг Костера попал под удал луизианской бригады Хайса. Бригада была полностью разгромлена, потеряв 550 человек, из них 300 — пленными.
В конце года Костер покинул полевую армию. 18 мая 1864 года он стал провост-маршалом в штате Нью-Йорк. 30 апреля 1865 года он покинул армию.

## Послевоенная деятельность
После войны Костер жил в Нью-Йорке. 28 февраля 1882 года он стал пенсионным агентом. Он так же был членом организации «Grand Army of the Republic».
Он умер в Нью-Йорке и был похоронен 26 декабря 1888 года.